# خلف السلامة
خلف السلامة مواليد 25 يوليو 1979 لاعب كرة قدم كويتي سابق، لعب لنادي القادسية الكويتي، ومنتخب الكويت لكرة القدم.

## مسيرته
```
بدأ مشواره مع 
نادي الجهراء الكويتي
، واستطاع أن يفرض نفسه في سنه التاسعة عشر، وكان ضمن 
منتخب الكويت الأولمبي لكرة القدم
 المشارك في 
أولمبياد سيدني 2000
، واستطاع أن يسجل هدفين من ثلاثة مباريات خاضها 
منتخب الكويت الأولمبي لكرة القدم
، وكانت الأهداف على 
منتخب الكاميرون الأولمبي لكرة القدم
 في المباراة التي خسرها الفريق بنتيجة 3-2، والهدف الثاني في مرمى 
منتخب التشيك الأولمبي لكرة القدم
 عندما فاز 
منتخب الكويت الأولمبي لكرة القدم
 3-2.
```

و بعد هذه البطولة أعير خلف السلامة إلى نادي الكويت لمدة موسم، واستطاع فيه أن يحرز لفريقه بطولة كأس الأمير بعد أن هزم ناديه السابق (نادي الجهراء) بهدف سجله هو بنفسه، وبعدها رجع إلى ناديه الجهراء، وأصيب في ركبته وغاب عن الملاعب مدة طويلة، وعندما عاد انتقل إلى نادي القادسية الكويتي، حيث استطاع في أول موسم له مع نادي القادسية الكويتي أن يفوز بثلاثة بطولات هي كأس ولي العهد وكأس الأمير والدوري الكويتي، واستطاع أيضا أن يصبح هداف الدوري الكويتي في موسم 2003/2004 برصيد 12 هدف.
و في موسم 2004/2005 استطاع خلف السلامة أن يحقق بطولتين مع نادي القادسية الكويتي، وهما الدوري الكويتي وكأس ولي العهد، وفي موسم 2005/2006 ظفر نادي القادسية الكويتي بثلاثة ألقاب أخرى، وهي كأس الخليج للأندية وكأس الخرافي وكأس ولي العهد، واستطاع خلف السلامة أن يصبح هداف بطولة دوري أبطال العرب برصيد 6 أهداف، وفي موسم 2007/2008 حصل على لقب هداف كأس ولي العهد 2007/2008 بالمناصفة مع أحمد عجب وهاشم صالح برصيد 4 أهداف.
و في يوم 27 ديسمبر 2007 تم نشر خبر مفاده بأن نادي العربي الكويتي بدأ يفاوض اللاعب للانضمام إلى صفوفه.
في يوم 21 يناير 2009 قاد نادي القادسية الكويتي إلى الفوز بلقب كأس الاتحاد الكويتي 2008/2009 بعد تسجيله هدف فريقه الوحيد في المباراة في الدقيقة الأخيرة من الوقت البدل الضائع في الشوط الثاني في المباراة التي لعبت أمام نادي كاظمة.
وقد حصل على لقب هداف بطولة كأس ولي العهد 2008/2009 برصيد ثلاثة أهداف.
وقد سجل هدفه رقم 100 مع نادي القادسية الكويتي في يوم 20 ديسمبر 2009 في مباراة ناديه مع نادي النصر الكويتي في بطولة الدوري الكويتي 2009/2010.

## كأس الخليج 2003
و قد سجل هدف في مرمى منتخب اليمن لكرة القدم.

## اعتزاله
في يوم 24 ديسمبر 2007، وبعد مباراة نادي القادسية الكويتي ونادي السالمية في الدوري الكويتي 2007/2008، أعلن خلف السلامة اعتزاله اللعب نهائيا وذلك بسبب بعض الظروف الخاصة، وقال فواز الحساوي نائب رئيس نادي القادسية الكويتي بأن أبواب النادي مفتوحة له إن كان يريد العودة، بينما قال جمال مبارك مساعد مدير الفريق بأن الجهاز الإداري أعطاه إجازة وسيعود بعدها، وكان خلف السلامة قد استبدل في تلك المباراة وحين استبداله قام بحركة مفاجأة حيث خلع قميصه ورماه للجمهور، وقال خلف السلامة بأنه ليس مرتاحا ولا يستطيع اللعب إذا كان غير مرتاح، وفي يوم 26 ديسمبر 2007 أعلن جمال مبارك بأن خلف السلامة سيرجع مع استئناف الدوري الكويتي 2007/2008 في شهر فبراير 2008، وفي يوم 1 يناير 2008 عدل اللاعب عن قرار اعتزاله وذلك بعد ضغوط كبيرة من الإدارة واللاعبين.

## روابط خارجية
- خلف السلامة على موقع الاتحاد الدولي (مؤرشف)  (الإنجليزية)
- خلف السلامة على موقع قاعدة بيانات كرة القدم.إي يو (الإنجليزية)
- خلف السلامة على موقع ناشيونال فوتبول تيمز (الإنجليزية)
- خلف السلامة على موقع أوليمبيديا (الإنجليزية)